# Nah bei dir – Kimi ni Todoke
Nah bei dir – Kimi ni Todoke (jap. 君に届け, Kimi ni Todoke, dt. „Dich zu erreichen“) ist eine Manga-Reihe der japanischen Mangaka Karuho Shiina, die zwischen 2006 und 2017 innerhalb des Magazins Bessatsu Margaret veröffentlicht wurde. Im Jahr 2007 wurde der Manga durch Kanae Shimokawa als Light-Novel-Reihe und 2009 als Anime-Fernsehserie adaptiert, die von Production I.G produziert wurde. Eine Fortsetzung des Anime erfolgte von Januar bis März 2011.

## Handlung
Die Oberschülerin Sawako Kuronuma wird von ihren Klassenkameraden verabscheut, da sich in der Schule diverse Gerüchte manifestierten, dass sie Geister sehen könne und Menschen verfluche. Ursache dafür ist die Ähnlichkeit ihres Namens zu Sadako, einem Charakter aus Ring – Das Original. So fürchten sich viele Schüler vor ihrer Anwesenheit und gehen ihr weitestgehend aus dem Weg. Einzig der sehr beliebte Schüler Shōta Kazehaya behandelt sie wie jedes andere Mädchen. Eines Tages bekommen sie die Gelegenheit, miteinander zu sprechen, was ihr gesamtes Leben auf den Kopf stellt.  Sie versucht mit seiner Hilfe, neue Freunde zu finden und sich wie jede andere Schülerin mit fremden Leuten zu unterhalten. Sie zeigt sich für seine Unterstützung nahezu übertrieben dankbar und es entwickelt sich langsam eine enge Beziehung zwischen den beiden, die viele Hürden zu nehmen hat.

## Entstehung und Veröffentlichungen
Die von Karuho Shiina gezeichnete Manga-Reihe Kimi ni Todoke erscheint seit Ausgabe 9/2005 vom August 2005 innerhalb des Magazins Bessatsu Margaret, das von Shūeisha herausgegeben wird. Die zusammengefassten Kapitel wurden seit dem 25. Mai 2006 als Tankōbon-Ausgaben veröffentlicht. Nach 30 Bänden wurde die Reihe beendet. Im Jahr 2008 gewann der Manga den Preis „Bester Shōjo-Manga“ des 32. jährlichen Kōdansha-Manga-Preis.
| - Band 1: ISBN 978-4-08-846061-1, 25. Mai 2006. - Band 2: ISBN 978-4-08-846094-9, 25. September 2006. - Band 3: ISBN 978-4-08-846134-2, 25. Januar 2007. - Band 4: ISBN 978-4-08-846174-8, 25. Mai 2007. - Band 5: ISBN 978-4-08-846237-0, 22. November 2007. - Band 6: ISBN 978-4-08-846278-3, 25. März 2008. - Band 7: ISBN 978-4-08-846313-1, 25. Juli 2008. - Band 8: ISBN 978-4-08-846356-8, 25. November 2008. | - Band 9: ISBN 978-4-08-846440-4, 11. September 2009. - Band 10: ISBN 978-4-08-846481-7, 13. Januar 2010. - Band 11: ISBN 978-4-08-846539-5, 11. Juni 2010. - Band 12: ISBN 978-4-08-846568-5, 24. September 2010. - Band 13: ISBN 978-4-08-846635-4, 11. März 2011. - Band 14: ISBN 978-4-08-846695-8, 13. September 2011. - Band 15: ISBN 978-4-08-846738-2, 25. Januar 2012. |

Auf Deutsch erschien die Serie von November 2010 bis April 2019 bei Tokyopop mit allen 30 Bänden.

## Adaptionen

### Light Novel
Der Manga wurde 2007 von Kanae Shimokawa als Light-Novel-Reihe adaptiert, welche die gleiche Handlung wiedergibt. Jede Ausgabe umfasste dabei den Inhalt zweier Manga-Bände. Herausgegeben wird die Reihe von dem japanischen Verlag Shūeisha unter dem Imprint Revista Cobalt.
- Band 1: ISBN 978-4-08-601059-7, August 2007 (君に届け, Kimi ni Todoke)
- Band 2: ISBN 978-4-08-601096-2, November 2007 (君に届け-恋に気づくとき-, Kimi ni Todoke – Koi ni Kizuku Toki)
- Band 3: ISBN 978-4-08-601165-5, Mai 2008 (君に届け-それぞれの片思い-, Kimi ni Todoke – Sorezore no Kataomoi)
- Band 4: ISBN 978-4-08-601242-3, November 2008 (君に届け-好きと言えなくて-, Kimi ni Todoke – Suki to Ienakute)

### Anime
Das Animationsstudio Production I.G adaptierte den Manga im Jahr 2009 als Anime-Fernsehserie, deren Regie Hiro Kaburaki führte. Das Charakterdesign wurde von Yuka Shibata aufbauend auf dem des Mangas entworfen. Die künstlerische Leitung übernahm Yusuke Takeda. Die Serie wurde vom 7. Oktober 2009 bis zum 31. März 2010 nach Mitternacht (und damit am vorigen Fernsehtag) auf dem japanischen Sender NTV übertragen.
Eine Fortsetzung des Anime mit dem Titel Kimi ni Todoke 2nd Season (「君に届け 2ND SEASON」) lief von dem 5. Januar 2011 bis 30. März 2011 ebenfalls nach Mitternacht auf NTV.

#### Synchronisation
| Rolle           | Japanischer Sprecher (Seiyū) |
| --------------- | ---------------------------- |
| Sawako Kuronuma | Mamiko Noto                  |
| Shōta Kazehaya  | Daisuke Namikawa             |
| Ayane Yano      | Miyuki Sawashiro             |
| Chizuru Yoshida | Yūko Sanpei                  |
| Ryu Sanada      | Yūichi Nakamura              |
| Kazuichi Arai   | Yūki Ono                     |
| Ume Kurumizawa  | Aya Hirano                   |
| Kento Miura     | Mamoru Miyano                |

#### Musik
Im Vorspann des Animes wurde der Titel Kimi ni Todoke verwendet, der von Tanizawa Tomofumi interpretiert wurde. Der Abspann wurde mit dem Titel Kataomoi (片想い) von Chara unterlegt. Als Vorspann für die zweite Staffel wurde die Kurzfassung des Liedes Soufuu verwendet, welches wieder von Tanizawa Tomofumi eingesungen wurde. Den Abspann bildet das Lied Kimi ni Todoke… von May’s.